# Tacet
Met tacet (Latijn: hij (namelijk: de stem) zwijgt), een term in de muziektheorie, wordt in een compositie aangegeven dat de betrokken partij voor langere tijd rust heeft.
Tacet wordt gebruikt als een of meer van de muziekstemmen binnen een compositie voor langere tijd niet deelnemen aan de uitvoeringen. De term tacet wordt gebruikt in de volgende gevallen:
- de desbetreffende musicus hoeft tot het einde van de gehele compositie niet meer mee te doen (tacet al fine);
- de desbetreffende musicus hoeft tot het einde van een bepaald deel van de compositie niet meer mee te doen; zie boven, maar dan wordt bij het volgende deel aangegeven dat hij/zij weer moet participeren;
- de desbetreffende musicus hoeft een bepaald deel van de compositie niet mee te doen; dan verschijnt bijvoorbeeld Deel III: Tacet.
- de desbetreffende musicus hoeft een bepaald deel van een herhaling niet mee te doen; dan verschijnt bijvoorbeeld 1e x Tacet.

Als er sprake is van tacet wordt dat vaak ook in de partituur aangegeven; de notenbalk voor het betreffende instrument blijft dan het gehele deel leeg.
Een voorbeeld is het concert voor twee pianos en orkest van Lennox Berkeley waarbij in drie variaties een tacetgedeelte aanwezig is.
Wanneer alle stemmen of instrumenten tegelijk een tacet hebben wordt gesproken van een generale pauze, ook wel aangeduid met de letters G.P. of GP.